# Luckas Carreño
Luckas Benjhamín Carreño Oñate (Maipú, Santiago, Chile, 4 de julio de 2003) es un futbolista profesional chileno que juega como mediocampista en Deportes La Serena de la Primera División de Chile.

## Trayectoria
En su infancia, Carreño tuvo pasos por las divisiones inferiores de Palestino, Colo-Colo y Magallanes en Chile y con Oriente Petrolero en Bolivia.
En 2019 se unió a las filas de Deportes La Serena. Su debut profesional con los "granates" fue un 23 de junio de 2021, durante un encuentro de Copa Chile contra Deportes Colina. Anotó su primer gol el 20 de marzo de 2022 en el triunfo 3 a 2 contra Huachipato, válido por la fecha 7 del Campeonato Nacional Plan Vital.

## Selección nacional
Desde 2021, Carreño ha sido un frecuente en las convocatorias de la selección chilena sub-20. Fue parte de la nómina que participó en el Torneo Copa Raúl Coloma Rivas, siendo titular en el duelo contra Paraguay. En julio de 2022, tuvo apariciones en dos duelos amistosos contra Perú. Durante el mes de septiembre del mismo año, fue parte de la nómina nacional que participó en el Torneo Costa Cálida Supercup.

## Vida personal
Es hijo de Ángel Carreño, exfutbolista profesional que jugó en diversos clubes nacionales como Colo-Colo y Deportes La Serena, entre otros. Como curiosidad, Luckas anotó su primer gol como profesional, contra el mismo oponente que lo hizo su padre.

## Estadísticas
| Club                       | Div.       | Temporada  | Liga  | Liga  | Copas nacionales | Copas nacionales | Torneos internacionales | Torneos internacionales | Total | Total |
| Club                       | Div.       | Temporada  | Part. | Goles | Part.            | Goles            | Part.                   | Goles                   | Part. | Goles |
| -------------------------- | ---------- | ---------- | ----- | ----- | ---------------- | ---------------- | ----------------------- | ----------------------- | ----- | ----- |
| Deportes La Serena · Chile | 1.ª        | 2021       | 5     | 0     | 4                | 0                | —                       | —                       | 9     | 0     |
| Deportes La Serena · Chile | 1.ª        | 2022       | 18    | 1     | 2                | 0                | —                       | —                       | 20    | 1     |
| Deportes La Serena · Chile | 2.ª        | 2023       | 23    | 1     | 1                | 0                | —                       | —                       | 24    | 1     |
| Deportes La Serena · Chile | 2.ª        | 2024       | 1     | 0     | 0                | 0                | —                       | —                       | 1     | 0     |
| Deportes La Serena · Chile | Total club | Total club | 47    | 2     | 7                | 0                | 0                       | 0                       | 54    | 2     |
| Audax Italiano · Chile     | 1.ª        | 2024       | 1     | 0     | 0                | 0                | —                       | —                       | 1     | 0     |
| Audax Italiano · Chile     | Total      | Total      | 1     | 0     | 0                | 0                | 0                       | 0                       | 1     | 0     |
| La Serena · Chile          | 2.ª        | 2024       | 6     | 0     | —                | —                | —                       | —                       | 6     | 0     |
| La Serena · Chile          | Total club | Total club | 6     | 0     | 0                | 0                | 0                       | 0                       | 6     | 0     |
| Total club                 | Total club | Total club | 54    | 2     | 7                | 0                | 0                       | 0                       | 61    | 2     |
| 1. 2.                      |            |            |       |       |                  |                  |                         |                         |       |       |